# Lo straniero
Lo straniero (en italià L'estranger) és una pel·lícula dramàtica ítalo-franc-algeriana de 1967 dirigida per Luchino Visconti i protagonitzada per Marcello Mastroianni. Està basada en la novel·la homònima de Albert Camus.

## Argument
A l'Algèria controlada pels francesos en 1935: el francès Arthur Meursault és el epítom d'un home indiferent i impassible, un tipus estrany que realment no pot distingir entre el bé i el mal, el correcte o incorrecte, l'escala de valors del qual és només la pròpia, sense atenir-se a les normes que segueix la societat. Discret i apàtic, viu una vida intranscendent sense alts i baixos. Tampoc sembla capaç d'emocions més profundes. Quan la seva mare mor, ell no sent res, fins i tot a la seva tomba no pot vessar una llàgrima. L'endemà comença una aventura amb una dona, la taquígrafa Marie Cardona, que no significa res per a ell. Meursault és un estrany: un estrany per als qui l’envolten, un estrany a la seva ciutat, un estrany en el món.

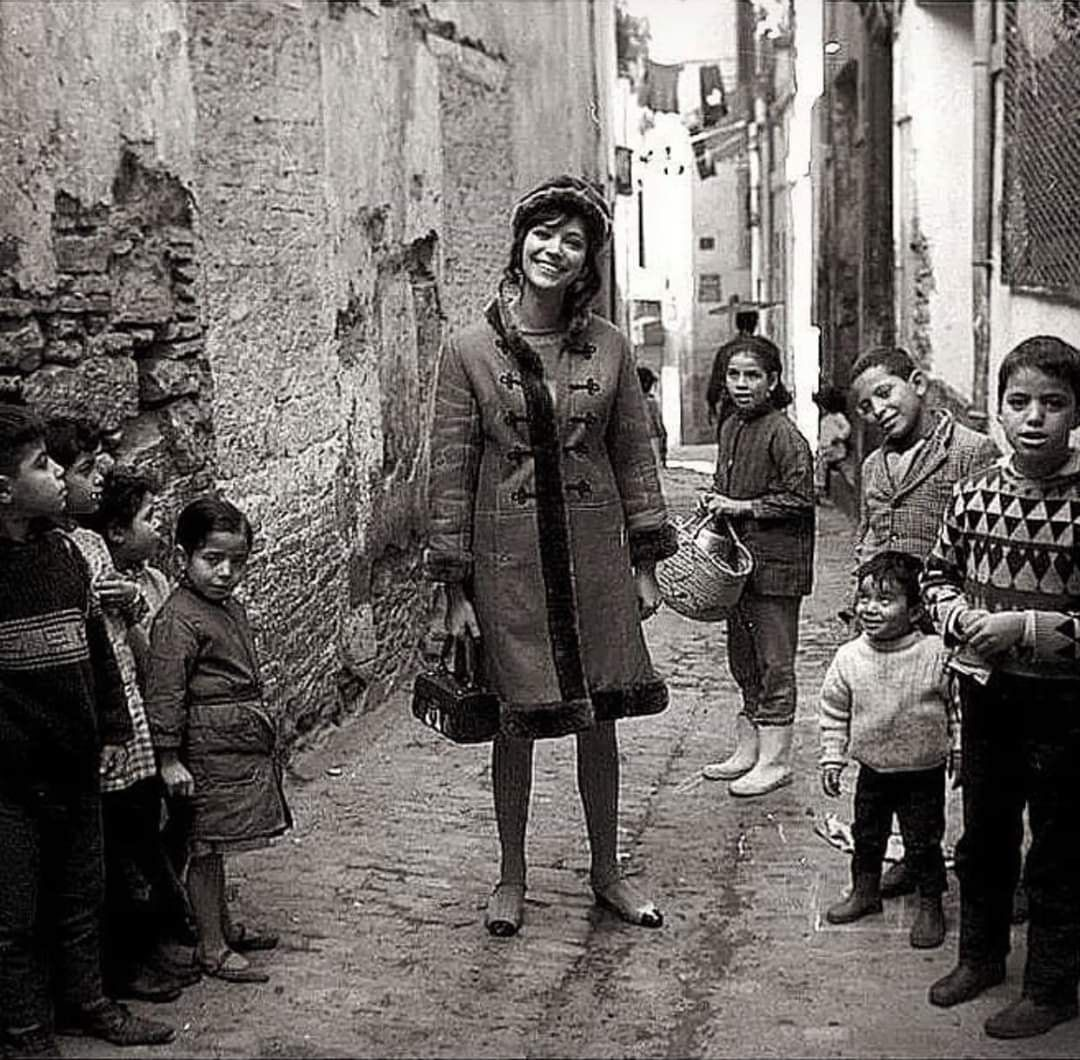
Anna Karina a la Cashbah d'Alger durant el rodatge.

El veí de Meursault es diu Raymond, que no pot llevar les mans de les dones. Cerca l'amistat del protagonista i li demana que l'ajudi amb l'assumpte d'una noia àrab. Meursault, indiferent com sempre, està d'acord. Una nit, Meursault i Marie senten crits desesperats a l'habitació de Raymond: és la noia àrab que demana ajuda en ser maltractada severament. La policia intervé, però Raymond no ha de témer cap repercussió. No obstant això, des d'aquest incident, sent que el germà de la noia el persegueix dia rere dia. Un dia Arthur, Marie i Raymond viatgen a la mar. També aquí apareix de sobte l'àrab. En el moment en què les quatre persones es confronten guardant silenci, Meursault pren una arma i, de forma bastant inesperada, mata a l'home. Diu la novel·la: “Em vaig adonar que havia destruït l'equilibri del dia, el silenci insòlit d'una platja on havia estat feliç. Després vaig disparar altres quatre vegades a un cos sense vida, que les bales van penetrar sense que ningú les veiés. I va ser com quatre cops curts a la porta del desastre."
Arthur Meursault és arrestat, empresonat, acusat d'assassinat i declarat culpable. En un informe, torna a afirmar amb total impassibilitat que no volia matar al jove àrab i només provoca riures a la sala del tribunal. No és tant el fet com tal el que esglaia als presents, sinó més aviat les circumstàncies que l'acompanyen, la insensibilitat, la falta d'afectació, l'apatia, la fredor i la indiferència de l'ofensor, en una paraula: el seu ser "aliè" en aquest món, en tots els aspectes. Meursault és condemnat a mort, però no se sent culpable, ni tan sols la por a la seva pròpia mort inevitable li espanta ni li desperta cap emoció, perquè per a ell, la mort és l'única realitat. Davant un sacerdot que li exigeix remordiment i penitència poc abans de la seva execució, s'adona del feliç que ha estat fins ara i de l'absurda que li sembla, no obstant això, aquesta vida.

## Repartiment
- Marcello Mastroianni com Arthur Meursault
- Anna Karina com a Marie Cardona
- Bernard Blier com a advocat de la defensa
- Georges Wilson com a magistrat d'instrucció
- Bruno Cremer com a sacerdot
- Pierre Bertin com a jutge
- Jacques Herlin com a director de la residència
- Marc Laurent com a Emmanuel
- Georges Géret com a Raymond
- Brahim Haggiag com l'àrab
- Alfred Adam com a fiscal
- Jean-Pierre Zola com a empresari
- Mimmo Palmara com a Monsieur Masson
- Angela Luce com a Madame Masson
- Larry J. McDonald com l'home barbut al port

## Detalls de la producció
Lo straniero es va estrenar a Itàlia el 14 d'octubre de 1967 i a França sis dies després.
La pel·lícula va tenir una distribució problemàtica. Després de l'estrena, només es va gravar en VHS i va reimprimir en altres formats de vídeo domèstic més nous. La Cineteca Nazionale va restaurar la pel·lícula en 1999.
En 1967 la pel·lícula va ser nominada a un Globus d'Or com a Millor Producció en Llengua Estrangera.
Mario Garbuglia va estar a càrrec del disseny de producció i Piero Tosi va dissenyar el vestuari.

## Crítiques
| «                                                                                         | La pel·lícula no aporta res nou als qui estan familiaritzats amb l'original, i ofereix als visitants imparcials poca informació sobre la visió del món de Camus, que passa a un segon pla davant la trama exterior i les belles imatges. No obstant això, podria donar motius per a pensar en interpretacions i visions de la vida existencialistes i cristianes del món, per la qual cosa es recomana per a visitants interessats i per a la discussió. | » |
| — Evangelischer Filmbeobachter, Evangelischer Presseverband München, crítica N° 121/1968. | |   |

| «                                                            | Excel·lent adaptació de la novel·la existencialista d'Albert Camus sobre un home que se sent completament aïllat de la societat. Mastroianni és l'actor perfecte per al paper principal. | » |
| — Leonard Maltin: Movie & Video Guide, 1996 edition, p. 1255 | |   |

| «                                                                       | Luchino Visconti (Mort a Venècia) va adaptar magistralment la història d'un home que no troba lloc en aquest món perquè segueix la seva consciència i no les convencions socials. | » |
| — Hamburger Abendblatt amb motiu de la reestrena el 8 de juliol de 2004 | |   |

Juan Guillermo Ramírez va destacar les referències a la filosofia en la pel·lícula: "L'estranger de Luchino Visconti, més que una pel·lícula, més que una estructura estètica que involucra la imatge amb l'etern patir del gènere del neorealisme italià, és l'interès centrat en la poderosa expressió de l'angoixa, aquesta malaltia mortal que anomenava Kierkegaard, en la més encertada accepció heideggeriana, porta a la seva més frenètic extrem. Deixa en l'ambient l'asfixiant sensació d'un buit més immens que l'abisme pascaliano o que El Túnel de Sábato."